# Giulio Petroni
Giulio Petroni (Roma, Itàlia, 21 de setembre de 1917 – 31 de gener de 2010) va ser un director italià, escriptor, i guionista, conegut pels seus spaghetti westerns Tepepa (1969), amb Orson Welles i Tomas Milian, Death Rides a Horse (1967), amb Lee Van Cleef en un dels seus primers papers protagonistes, i A Sky Full of Stars for a Roof (1968) .

## Biografia
Nascut a Roma, després de diplomar-se en lletres, Giulio Petroni va començar a treballar com a director realitzant curts polítics el 1951. Anti-feixista, participa en la resistència i rep la medalla de plata després de la guerra 
Va debutar com a director el 1959 amb la pel·lícula La cento chilometri una comèdia protagonitzada per Massimo Girotti, Riccardo Garrone i Marisa Merlini. Des de 1967 Petroni dirigeix cinc Spaghetti western, generalment considerats entre els més importants en el seu gènere. el més conegut dels quals és: La mort va a cavall dirigida l'any 1967 després dels tres primers westerns de Sergio Leone i que protagonitzava Lee Van Cleef amb una música de Ennio Morricone
A més dels esmentats, els seus títols inclouen La notte dei serpenti (1969) i Life Is Tough, Eh Providence? (1972), amb Tomas Milian com a Provvidenza.
Més tard treballa a la RAI i també fa de novel·lista i assagista.

## Filmografia
- 1959: La cento chilometri
- 1962: Una domenica d'estate
- 1967: La mort va a cavall (Da uomo a uomo)
- 1968: Tepepa
- 1969: E per tetto un cielo di stelle
- 1969: I piaceri dello scapolo
- 1970: La notte dei serpenti
- 1972: La vita, a volto, è molto dura vero provvidenza?
- 1973: Crescete e moltiplicatevi
- 1975: Labbra di lurido blu
- 1978: La profezia
- 1981: Non ttere atti impuri
- 1988: Il rivale